# Anolis cristifer
Anolis cristifer är en ödleart som beskrevs av  Smith 1968. Anolis cristifer ingår i släktet anolisar, och familjen Polychrotidae. IUCN kategoriserar arten globalt som otillräckligt studerad. Inga underarter finns listade i Catalogue of Life.